# Aix-en-Othe
Aix-en-Othe era un comune francese di 2 453 abitanti situato nel dipartimento dell'Aube nella regione del Grand Est. Dal 1º gennaio 2016 con Palis e Villemaur-sur-Vanne fa parte del nuovo comune di Aix-Villemaur-Pâlis.

## Amministrazione

### Gemellaggi
- Bagnacavallo

## Società

### Evoluzione demografica
Abitanti censiti